# آل أتليس
آل أتليس (بالإنجليزية: Al Attles) (7 نوفمبر 1936 – 20 أغسطس 2024) هو لاعب كرة سلة أمريكي أصبح مدرباً بدأ مسيرته الاحترافية في سنة 1960. يبلغ طوله 6 قدم 0 بوصة (1.8 م). اعتزل اللعب في 1971.

## نشأته
ويد في 7 نوفمبر 1936 في نيوآرك

## روابط خارجية
- آل أتليس على موقع إن بي أي (الإنجليزية)
- آل أتليس على موقع سبورتس رفرنس (الإنجليزية)
- آل أتليس على موقع ريلجم (الإنجليزية)
- آل أتليس على موقع بروبوليرز (الإنجليزية)
- آل أتليس على موقع سبورتس رفرنس (الإنجليزية)